# Thursania lycimnia
Thursania lycimnia là một loài bướm đêm trong họ Noctuidae.